# Elijah Wood
Elijah Jordan Wood (Cedar Rapids, 28 de janeiro de 1981) é um ator, dublador, produtor e DJ norte-americano. Sua carreira cinematográfica começou aos oito anos de idade, quando estreou nos cinemas com um pequeno papel de De volta para o Futuro II (1989). No ano seguinte Wood ganhou um papel de destaque em Avalon, de Barry Levinson, quando começou a ser notado pelos críticos. Desde então Wood tem tido uma sólida carreira, e, de ator mirim, passou a ser um respeitado jovem ator. Ganhou o status de astro ao protagonizar a trilogia cinematográfica de O Senhor dos Anéis, no papel de Frodo Baggins. Após o sucesso da trilogia Elijah tem se dedicado ao cinema alternativo, escolhendo personagens variados e intensos. Wood também investe no mercado fonográfico e em 2005 fundou seu próprio selo independente, o Simian Records. Atua ainda como DJ. Entre 2011 e 2012, fez o papel de Ryan, um advogado desiludido com a vida e que vê o cachorro da vizinha como se fosse um homem fantasiado de cachorro, no seriado Wilfred, do canal pago FX.

## Biografia e carreira

### Infância
Quando Elijah começou a estudar, não demorou muito tempo antes de seu talento aparecer. As habilidades musicais foram as primeiras a brilhar. Em 1987 estava no coro de The Sound of Music, em um festival anual de sua escola. No ano seguinte Elijah atuou em O Mágico de Oz no Hooray festivo ”para Hollywood”. Elijah também era um dos meninos do coro de Marion.
Um dia a senhora Wood estava assistindo a um comercial e pensou: ”Elijah poderia fazer isso”. Assim, no verão de 1988, ela associou seu filho caçula na Modeling School, nos Estúdios de Avant, em Cedar Rapids. Seis meses depois, ela viajou com Elijah ao International Model e Associação de Talentos, convenção anual em Los Angeles. Foi a primeira vez que ele saiu de Iowa.

### Carreira no cinema
Nascido em 28 de janeiro de 1981, Elijah Wood cresceu para ser um dos atores mais respeitados e continuamente empregados de sua geração. Natural de Cedar Rapids, Iowa, Wood foi modelo e fez comerciais locais antes de se mudar com sua família para Los Angeles em 1988. Foi lá que teve sua primeira chance, com um pequeno papel em um vídeo de Paula Abdul. Seguiu-se um trabalho no cinema quase que instantaneamente, uma pequena parte em Back to the Future II (1989).
Foi no papel de filho de Aidan Quinn no filme de Barry Levinson, Avalon (1990) (terceiro filme da trilogia de Baltimore, contendo Diner de 1982 e Tin Men de 1987), que Wood chamou atenção pela primeira vez, pois o filme teve ótimas criticas e teve quatro indicações ao Oscar. Depois de um pequeno papel no filme de Richard Gere Internal Affairs (1990), Wood conseguiu seu primeiro papel de estrela em Paradise (1991) (1991), onde fez um jovem que reúne o casal que estava afastado, Melanie Griffith e Don Johnson. Recebeu boas criticas por sua performance – alguns disseram que foi uma das boas coisas do filme – e em seguida co-estrelou com Mel Gibson e Jamie Lee Curtis em Forever Young e em Radio Flyer (ambos em 1992).
Em 1992 também Elijah Wood fez o papel de um garotinho, fruto da imaginação de uma menina sozinha, que acabou encontrando nele um amigo imaginário ao qual deu o nome de Dayo, com o filme "Dayo - um amigo de infância" que, após ser trancado numa brinquedo do parquinho pelo pai da garota, sem acreditar que ela via Dayo, voltou a aparecer quando ela mesma depois de adulta encontra esse brinquedo e abre a porta, revelando o seu amigo desaparecido. Ela estando grávida é ainda rejeitada pelo pai que tem preferência por seu filho mais novo, porém com a ajuda de Dayo ela mostra ao pai que o irmão não é flor que se cheire. Após o nascimento do bebê, Dayo ganha o nome de Elvis ao encontrar um novo amigo e nunca mais ela o encontra.
Em 1993 Wood co-estrelou com Macaulay Culkin em The Good Son, que foi um desastre tanto de critica como de bilheteria, pois ninguém encarou a ideia do garotinho loiro de Esqueceram de Mim ter virado um pré-adolescente psicopata. Colocando Wood como o bom e Culkin como mau, o filme ajudou mais ainda a estabelecer o tipo de personagens pelas quais Wood ficaria conhecido: cheio de consideração, com boas intenções, e talvez um pouco confuso. O filme seguinte de Wood, The Adventures of Huck Finn, provou ser uma saída desse tipo de personagem, mas em The War (filme) (1994), com Kevin Costner acabou retornando. Porém Wood recebeu excelentes críticas por sua performance, o crítico Roger Ebert até o chamou de ator mais talentoso em sua idade, em toda história de Hollywood. Também em 1994 Wood teve o papel título em North, um filme não só notável pelo volume de críticas ruins conseguido, mas também pelo fato de praticamente toda crítica ruim tinha um comentário positivo a respeito de sua performance.
Em 1996 Wood seguiu com Flipper, que não foi exatamente uma melhora, mas o sucesso financeiro e de crítica seguinte, advindos do filme de Ang Lee, The Ice Storm (1997) deu um bom desenvolvimento na carreira do jovem ator. Como o confuso e deslumbrado Mikey Carver, Wood criou um personagem notável. Deep Impact e The Faculty (ambos em 1998) não lhe deram oportunidade de ter o mesmo desenvolvimento de personagem, mas como foram de grande sucesso financeiro, serviram para pavimentar mais ainda a evolução da carreira de Wood de uma estrela infantil para um jovem ator impressivo.
Wood evoluiu mais ainda como ator em The Lord of the Rings: The Fellowship of the Ring, primeiro filme da trilogia Lord of the Rings, de J.R.R.Tolkien adaptada por Peter Jackson. O filme de 2001 colocou Wood, como Frodo Baggins, no topo da lista, ao lado de um elenco brilhante que incluiu Ian McKellen, Cate Blanchett, e Liv Tyler. No mesmo ano o jovem ator pode ser visto em ambiente menos místico, no filme de Ed Burns, Ash Wednesday, um drama sobre crime, tendo também no elenco Oliver Platt e Rosario Dawson.
Em 2002, Wood emprestou sua voz para uma produção da Disney que foi lançado direto em vídeo, The Adventures of Tom Thumb and Thumbelina. Mas claro, seu trabalho mais substancial de 2002 foi o retorno ao papel do hobbit Frodo Baggins no segundo filme da trilogia Lord of the Rings, especificamente Lord of the Rings: The Two Towers.
2003 provou ser um ano igual para Wood — depois de dois trabalhos relativamente pequenos em Spy Kids 3-D: Game Over e como primeiro assistente de diretor no filme de Sean Astin, The Long and Short of It, que serviram meramente como um bom intervalo, o jovem ator reassumiu seu papel em The Lord of the Rings: The Return of the King.
2004 também foi um ano significativo, quando apareceu ao lado de Jim Carrey e Kate Winslet em Eternal Sunshine of the Spotless Mind. Em 2005 Wood atuou em grandes filmes como Sin City, em que interpreta de forma impressionante um frio serial killer que se alimenta de suas vítimas; Uma vida iluminada, sobre um jovem judeu americano que viaja para o leste europeu em busca de suas origens, pelo qual foi muito elogiado, e um drama sobre as violentas torcidas de futebol da Inglaterra, Green Street Hooligans.
No ano de 2006, Elijah atuou em Bobby, filme que revisita ao dia em que o senador Robert Kennedy foi alvejado no Ambassador Hotel em Los Angeles, que conta com a direção de Emílio Estevez, estrelado também por Anthony Hopkins, Sharon Stone, Demi Moore e Lindsay Lohan. Wood interpreta William, uma das 22 pessoas que estavam no hotel no dia do crime, e que está se casando com uma amiga (Lohan) para evitar o alistamento militar.
Wood também é o dublador do personagem central da animação Happy Feet dirigido por George Miller. A animação estreou no dia 17 de Novembro nos Estados Unidos em primeiro lugar nas bilheterias, se tornando um dos maiores sucessos de 2006.
Elijah também pode ser visto no filme coletivo Paris, je t'aime que abriu a mostra Un Certain Regard, no dia 18 de maio de 2006, durante Festival de Cannes. Wood estrela o 8º seguimento, dirigido pelo ítalo-canadense Vincenzo Natali. Em 2007 Elijah completou as filmagens de outro filme, Day Zero, um drama sobre o alistamento militar, em que três amigos discutem sobre seus valores antes de se apresentarem ao exército, fazendo o papel de Aaron Feller.
Em 2006, Wood apresentou o especial "Saving a Species: The Great Penguin Rescue" para o canal Discovery Kids, tendo sido indicado ao Emmy na categoria de atuação num especial para crianças/jovens/famílias. Em 4 de janeiro de 2007, Wood se juntou ao presidente do Screen Actors Guild, Alan Rosenberg, para anunciar os indicados ao 13º Screen Actors Guild Awards.
Em Enigmas de um crime, uma adaptação cinematográfica do romance homônimo de Guillermo Martínez, Wood interpreta um estudante de pós-graduação que investiga uma série de crimes bizarros e baseados em conhecimentos matemáticos, em Oxford. Foi lançado na Espanha em 18 de janeiro de 2008. Wood também dublou o personagem principal na animação 9. Um projeto no qual Wood foi escalado para atuar, uma biografia do cantor Iggy Pop, chamada The Passenger, acabou não acontecendo após anos em desenvolvimento.
Outros filmes em que atuou foram O casamento do meu ex, Happy Feet 2, Celeste e Jesse para sempre, The Hobbit: an unexpected journey (em que reprisa o papel de Frodo Bolseiro) e O Maníaco, remake do filme homônimo de 1984, em que interpreta um serial killer.
O primeiro papel de Wood na TV está sendo na série Wilfred, no canal FX, no qual interpreta Ryan. A série já teve três temporadas e a quarta está confirmada, sendo a última da série (series finale). Wood também estreou no clipe dos Beastie Boys "Make Some Noise", juntamente com Seth Rogen e Danny McBride.

### Outros projetos
Outros projetos em que Elijah Wood está envolvido são "Open Windows", "Grand Piano", "Cooties" e "Black Wings Has My Angel" (ainda em fase de produção).

## Vida pessoal
Elijah Wood é o filho de pais divorciados, nasceu em Iowa, mas mudou-se com a família para Los Angeles em 1988 para se dedicar à carreira de ator. Seu irmão Zach (sete anos mais velho) trabalha no ramo de videogames e sua irmã Hannah (dois anos mais nova) é poetisa e fez algumas pontas em dois de seus filmes, Radio Flyer e O senhor dos anéis: As duas Torres. Seus pais, Debora e Warren Wood, se divorciaram em 1996, e seu pai (um ecologista) voltou para Iowa. Atualmente eles não se veem muito. Ele é muito reservado em sua vida pessoal, mantendo seus relacionamentos longe das câmeras.
Elijah cresceu na cidade de Los Angeles, porém, morou 18 meses na Nova Zelândia, para as filmagens de O Senhor dos Anéis e 6 meses na Europa, em Londres e Praga, para as filmagens de Green Street Hooligans e Uma Vida Iluminada, respectivamente. Atualmente vive em Venice Beach, Califórnia, mas passa muito tempo em Nova Iorque.

## Outros trabalhos
Elijah Wood é um dos maiores colecionadores de música de Hollywood[carece de fontes?] e também estuda música. Em 2005 Wood fundou seu próprio selo independente com o nome de Simian Records. Em setembro de 2006 ele anunciou que sua gravadora teve o primeiro contrato assinado com a banda The Apples in Stereo, cujo mais recente álbum foi lançado em Março de 2007, Wood dirigiu um vídeo clip para a banda. Outra banda que também assinou contrato com ele foi Heloise and the Savoir Faire. Wood declarou ser um grande fã dessas duas bandas, ambas independentes. Gosta muito de música brasileira, sendo admirador confesso de Os Mutantes e Gal Costa.
Wood também ja fez vários trabalhos como modelo e comercias publicitários. E atualmente vem investindo também na carreira de dublador, além de ter dublado dois filmes animados, ele também empresta a voz ao personagem título do novo game da série Spyro the Dragon, The Legend of the Spyro: A New begining.

## Filmografia
| Filmes | Filmes                                            | Filmes                       | Filmes                                    |
| Ano    | Título                                            | Diretor                      | Papel                                     |
| ------ | ------------------------------------------------- | ---------------------------- | ----------------------------------------- |
| 1989   | Back to the Future Part II                        | Robert Zemeckis              | Garotinho do vídeo-game no "Café Anos 80" |
| 1989   | Internal Affairs                                  | Mike Figgis                  | Sean                                      |
| 1990   | Avalon                                            | Barry Levinson               | Michael Kaye                              |
| 1991   | Paradise                                          | Mary Agnes Donoghue          | Willard                                   |
| 1992   | Radio Flyer                                       | Richard Donner               | Mike                                      |
| 1992   | Forever Young                                     | Steve Miner                  | Nat Cooper                                |
| 1992   | Day-o                                             | Michael Schultz              | Dayo                                      |
| 1993   | The Good Son                                      | Joseph Rubem                 | Mark Evans                                |
| 1994   | The Adventures of Huck Finn                       | Stephen Sommers              | Huck Finn                                 |
| 1994   | The War (filme)                                   | Jon Avnet                    | Stuart 'Stu' Simmons                      |
| 1994   | North                                             | Rob Reiner                   | North                                     |
| 1996   | Flipper                                           | Alan Shapiro                 | Sandy                                     |
| 1997   | The Ice Storm                                     | Ang Lee                      | Mike Carver                               |
| 1997   | Deep Impact                                       | Mimi Leder                   | Leo Biederman                             |
| 1997   | Oliver Twist                                      | John Baldecchi               | Jack Dawkins                              |
| 1998   | The Brainstorm                                    | Mimi Leder                   | William Wolf,Jr.                          |
| 1998   | The Faculty                                       | Robert Rodriguez             | Casey Connor                              |
| 1999   | The Bumblebee Flies Anyway                        | Martin Duffy                 | Barney Snow                               |
| 2000   | Chain of fools                                    | Traktor                      | Mikey                                     |
| 2001   | The Lord of the Rings: The Fellowship of the Ring | Peter Jackson                | Frodo Bolseiro                            |
| 2002   | Try Seventeen                                     | Jeffrey Porter               | Jones                                     |
| 2002   | Ash wednesday                                     | Edward Burns                 | Sean Sullivan                             |
| 2002   | The Lord of the Rings: The Two Towers             | Peter Jackson                | Frodo Bolseiro                            |
| 2003   | Spy Kids 3D- Game Over                            | Robert Rodriguez             | O cara                                    |
| 2003   | The Lord of the Rings: The Return of the King     | Peter Jackson                | Frodo Bolseiro                            |
| 2004   | Eternal Sunshine of the Spotless Mind             | Michel Gondry                | Patrick                                   |
| 2005   | Everything Is Illuminated                         | Liev Schreiber               | Jonathan Safran Foer                      |
| 2005   | Green Street Hooligans                            | Lexi Alexander               | Matt                                      |
| 2005   | Sin City                                          | Robert Rodriguez             | Kevin                                     |
| 2006   | Paris, je t'aime                                  | Vincenzo Natali              | Turista americano                         |
| 2006   | Happy Feet                                        | George Miller                | Mumble (voz)                              |
| 2006   | Bobby                                             | Emilio Estevez               | William                                   |
| 2006   | Day Zero                                          | Bryan Gunnar Colle           | Aaron Feller                              |
| 2007   | The Passenger                                     | Nick Gomez                   | Iggy Pop                                  |
| 2008   | The Oxford Murders                                | Alex de la Iglesia           | Martin                                    |
| 2009   | 9                                                 | Shane Acker                  | 9                                         |
| 2011   | Happy Feet 2                                      | George Miller                | Mumble (voz)                              |
| 2012   | Maniac                                            | Franck Khalfoun              | Frank                                     |
| 2012   | The Hobbit: An Unexpected Journey                 | Peter Jackson                | Frodo Bolseiro                            |
| 2012   | Celeste and Jesse Forever                         | Lee Toland Krieger           | Scott                                     |
| 2013   | Pawn Shop Chronicles                              | Wayne Kramer                 | Johnny Shaw                               |
| 2013   | Grand Piano                                       | Eugenio Mira                 | Tom Selznick                              |
| 2014   | Cooties                                           | Cary Murnion Jonathan Milott | Clint Hadson                              |
| 2014   | Open Windows                                      | Nacho Vigalondo              | Nick Chambers                             |
| 2014   | Kaze Tachinu                                      | Hayao Miyazaki               | Nick Chambers                             |
| 2014   | Set Fire to the Stars                             | Andy Goddard                 | John M. Brinnin                           |
| 2014   | Happy Feet 3                                      | George Miller                | Mumble (voz)                              |
| 2015   | O Último Caçador de Bruxas                        | Breck Eisner                 | Dolan 37                                  |
| 2016   | "Dirk Gently's Holistic Detective Agency"         | Série Original Netflix       | Todd Brotzman                             |
| 2017   | I Don't Feel at Home in This World Anymore        | Macon Blair                  | Tony                                      |
| 2025   | O Macaco                                          | Osgood Perkins               | Ted Hammerman                             |

## Videoclipes
- Paula Abdul: Forever Your Girl (1989)
- The Cranberries: Ridiculous Thoughts (1995)
- The Apples In Stereo: Dance Floor (2010)
- Danko Jones: Full Of Regret (2010)
- Beastie Boys: Make Some Noise (2011)
- The Lonely Island: Threw It On The Ground (2011)

## Televisão
| Filmes | Filmes                                     | Filmes          | Filmes                          | Filmes               |
| Ano    | Título                                     | Papel           | Episódio                        | Notas                |
| ------ | ------------------------------------------ | --------------- | ------------------------------- | -------------------- |
| 1994   | Frasier                                    | Ethan           | Guess Who's Coming to Breakfast | como convidado (voz) |
| 1996   | Adventures from the Book of Virtues        | Icarus          | Responsibility                  | como convidado (voz) |
| 1996   | Homicide: Life on the Street               | McPhee Broadman | The True Test                   | Como convidado       |
| 2002   | The Electric Playground                    |                 |                                 | Como convidado       |
| 2003   | Saturday Night Live                        | apresentador    |                                 | Como convidado       |
| 2004   | King of the Hill                           | Jason           | Girl, You'll Be a Giant Soon    | Como convidado (voz) |
| 2004   | The Osbournes                              | Ele mesmo       | "Bark at the Moon"              | Como convidado       |
| 2006   | Punk'd                                     | Ele Mesmo       | Um Episódio                     | Como convidado       |
| 2006   | American Dad                               | Ethan           | "Iced, Iced Babies"             | Como convidado (voz) |
| 2006   | Saving a Species: The Great Penguin Rescue | apresentador    |                                 |                      |
| 2006   | Robot Chicken                              |                 |                                 | Como convidado (voz) |
| 2011   | Wilfred                                    | Ryan            |                                 |                      |
| 2012   | Treasure Island                            | Ben Gunn        |                                 |                      |
| 2012   | Tron: Uprising                             | Beck            |                                 | Voz                  |
| 2012   | Transformers: Darkness Rising              | Bumblebee       |                                 | Voz                  |
| 2014   | Over The Garden Wall                       | Wirt            |                                 | Voz                  |